# Dieudonné Moyongo
Dieudonné Moyongo est un homme politique congolais né le 21 décembre 1958 à Dongou dans le  Département de la Likouala. Il est ministre de la Culture et des Arts depuis 22 août 2017 en remplacement de Léonidas Mottom. 

## Biographie

### Formation
Dieudonné Moyongo fait ses études primaires à l’école de Dongou de 1964 à 1971, ses études secondaires dans les collèges Etienne Monga de Dongou de 1971 à 1973 et Edouard Ombeta de Makoua de 1973 à 1975, puis au lycée Emery Patrice Lumumba de Brazzaville de 1975 à 1978. 
Il est recruté dans la fonction publique, le 18 mars 1982, après l’obtention d'un baccalauréat littéraire (A4) en 1978. 
Bénéficiant d'une bourse d'études, il poursuit ses études supérieures en URSS, d'abord par l'apprentissage de la langue russe entre 1983 et 1984 à l’université de Donetsk, puis à l’Institut d’État de culture de Karkhov de 1984 à 1988. 
Il revient au Congo avec un Master en pédagogie; option bibliothéconomie et bibliographie.

### Carrière professionnelle
Dieudonné Moyongo a fait toute sa carrière au sein du ministère de la Culture. Il a occupé entre autres les fonctions de directeur de la bibliothèque nationale du Congo, directeur de la Banque internationale d’information sur les États francophones (organe de la Francophonie, section Congo), directeur par intérim du musée Marien-Ngouabi, directeur général de la Culture et des arts, coordonnateur national du Centre international des civilisations bantu (CICIBA), commissaire général du Festival Panafricain de Musique (FESPAM), conseiller aux arts figuratifs, musées et expositions du ministère de la Culture et des arts, directeur de cabinet par intérim du ministre de la Culture et des arts, ambassadeur itinérant auprès du ministre des affaires étrangères, de la coopération et des Congolais de l’étranger.

### Carrière politique
Nommé par décret présidentiel N° 2017-376 du 22 août 2017, le nouveau ministre de la Culture et des arts, Dieudonné Moyongo,,remplace Léonidas Mottom dans cette fonction. La passation de service officielle s'est faite avec Arlette Soudan Nonault, assurant l’intérim du ministre de la Culture sortant, le 28 août 2017.

## Décorations et distinctions
Dieudonné Moyongo est chevalier dans l’ordre du mérite congolais (2010) et officier dans l’ordre du mérite congolais (2015),.